# Revolverbank
Eine Revolverbank ist eine historische Drehmaschine in der Metallverarbeitung.

## Beschreibung

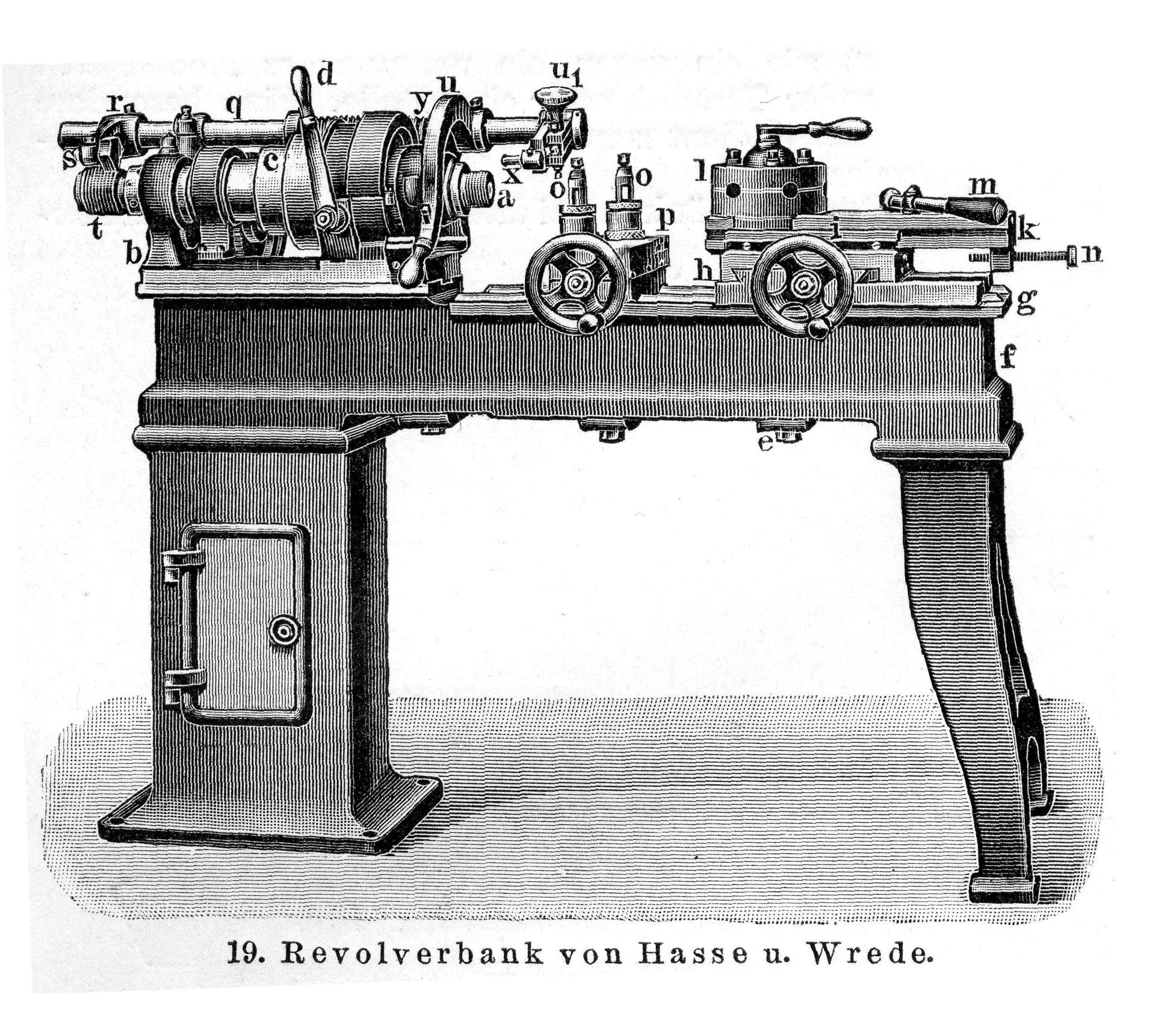
Revolverbank von Hasse & Wrede

Die Revolverbänke wurden früher besonders zur Herstellung von Massenartikeln verwendet. Bei ihnen ist der Werkzeugschlitten mit einer Vorrichtung versehen, die mehrere Werkzeuge nacheinander auf das Werkstück wirken lässt, und zwar nach der Trommel eines Revolvers (siehe auch Werkzeugrevolver). Mittels dieser damals neuartigen Erfindung ließen sich zum Beispiel Schrauben in großer Stückzahl preisgünstig herstellen.
Während bei der normalen Spitzendrehbank eine Verkürzung der Handzeiten (Nebenzeiten) durch Vielfachstahlhalter, selbsttätige Vorschubauslösung u. a. Nebenaufgabe ist, ist diese bei den Revolverbänken Hauptzweck. Daher ist die Revolverdrehbank eine Sondermaschine für die Reihen- und Massenfertigung, wobei längere Einrichtzeit und höherer Anschaffungspreis gegen Zeitgewinn für ein Werkstück unter Berücksichtigung ihrer Gesamtzahl abzuwägen sind. Hinzu kommt der Ausnutzungsfaktor im Betrieb bezüglich Belegzeit (Abschreibung). Der Grundgedanke ist: Für eine bestimmte Anzahl gleicher Werkstücke mit gleicher Bearbeitungsfolge eine bestimmte Anzahl Werkzeuge bereitzuhalten, die Arbeitsgänge möglichst nacheinander, d. h. ohne Umspannen des Werkstücke und unter größtmöglicher Ausschaltung aller Arbeiten von Hand durchzuführen. Dadurch wird neben Zeitersparnis eine Gleichheit der Werkstücke bezüglich Maßhaltigkeit und Oberflächengüte begünstigt.
Heute wird der Begriff Revolverbank nur noch in seltenen Fällen verwendet. Bis 1955 wurde er in DIN 331 erwähnt, danach in DIN 1897.

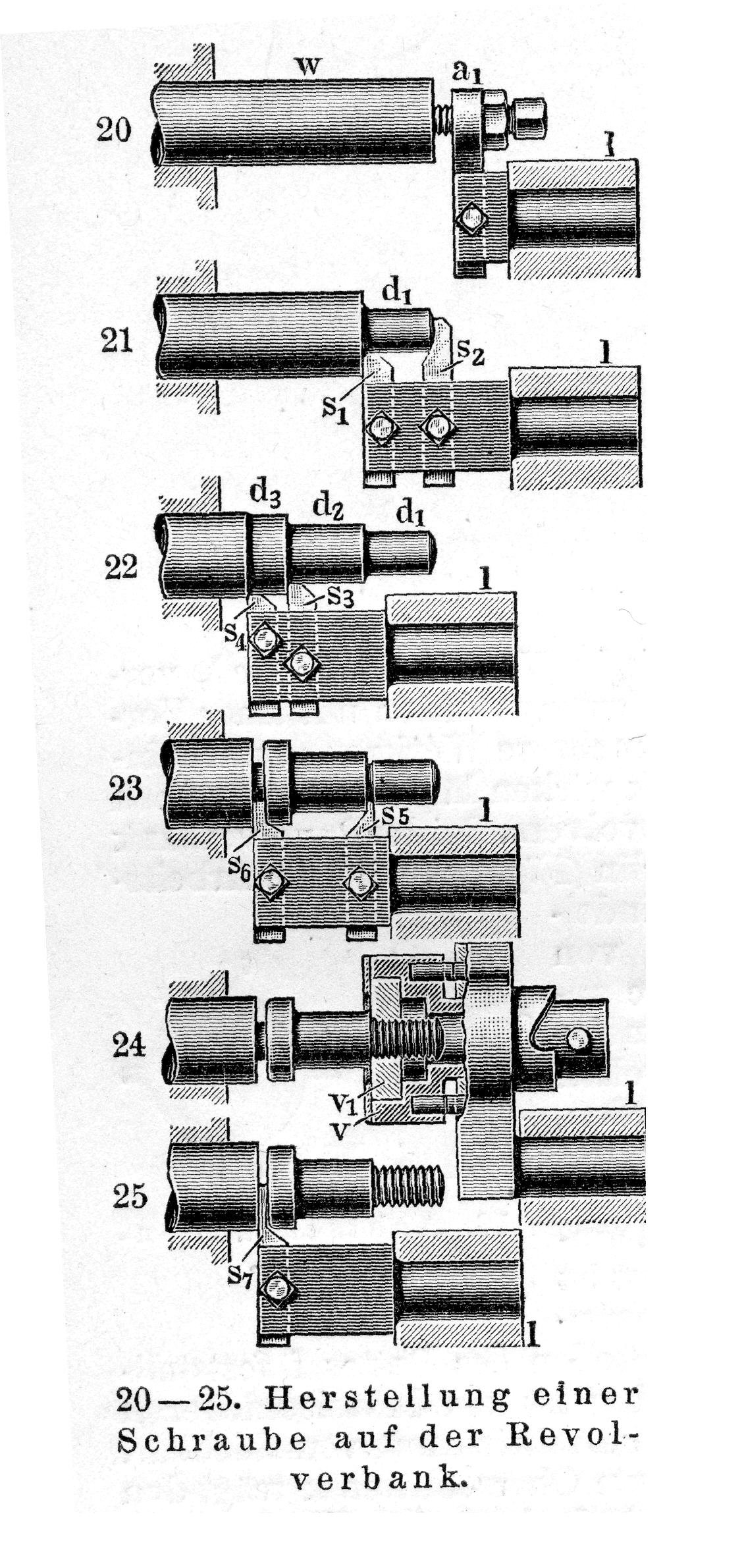
Schraubenherstellung auf einer Revolverbank